# Ali Bayramoğlu
Ali Bayramoğlu (* 1956 in Gelibolu) ist ein türkischer Autor und Kolumnist.

## Leben
Bayramoğlus Mutter stammte aus Gelibolu, der Vater aus Thrakien. Die Familie hatte zwei weitere Söhne. Der Vater war Augenarzt und als Bayramoğlu fünf Jahre alt war, zog die Familie nach İskenderun. Dort besuchte er Grund- und Mittelschule und das Gymnasium. Anschließend studiert Bayramoğlu ab 1973 Politikwissenschaften in Grenoble, kehrte 1979 in die Türkei zurück und absolvierte 1982 ein Masterstudium an der wirtschaftswissenschaftlichen Fakultät der İstanbul Üniversitesi. Im Jahr 1985 wurde Bayramoğlu promoviert. Er lehrte bis 1999 im Fachbereich Öffentliche Verwaltung an der Marmara Üniversitesi, machte Übersetzungen und gab Französischunterricht am Gymnasium. 1999 verließ er die Universität und schrieb als Journalist für die Zeitschrift Tempo. Des Weiteren war Bayramoğlu als Kolumnist für verschiedene Tageszeitungen tätig, darunter die Sabah und die Yeni Şafak.
Im Ausland ist er unter anderem durch sein Engagement für eine Entschuldigung der Türkei bei den Armeniern bekannt geworden. Seine Kampagne zur Anerkennung des Völkermordes an den Armeniern hieß Özür Diliyorum. Im April 2013 wurde Bayramoğlu vom damaligen Ministerpräsidenten Recep Tayyip Erdoğan in eine „Rat der Weisen“ genannte Kommission berufen, die die damals angestrebte friedliche Beendigung des Konflikts mit der kurdischen PKK zivilgesellschaftlich begleiten sollte, letztlich aber recht wirkungslos blieb.
15 Jahre lang war Bayramoğlu Kolumnist der AKP- nahen Tageszeitung Yeni Şafak. Im September 2016 beendete er diese Tätigkeit wegen „anhaltender Problemen mit der Redaktion“.

## Bücher
- Türkiye'de İslâmi Hareket, Istanbul 2001
- 28 Şubat Bir Müdahalenin Güncesi, Istanbul 2007
- (Hrsg.) Bir Zümre, Bir Parti, Türkiye'de Ordu, Istanbul 2004
- Çağdaşlık Hurafe Kaldırmaz, Istanbul 2006